# Chris Boardman
Chris Boardman (n. 26 august 1968, Hoylake, Anglia, Regatul Unit) este un sportiv ce a reprezentat Regatul Unit al Marii Britanii și al Irlandei de Nord, medaliat olimpic. A participat la două ediții ale Jocurilor Olimpice (1992, 1996) în care a câștigat o medalie de aur și o medalie de bronz.